# Наталија Јовић
Наталија Јовић (Београд, 1979) дипломирани је музички извођач флаутиста и наставник Александер технике.

## Биографија
Наталија Јовић је рођена 22. маја 1979. године у Београду. Основну школу, основну и средњу музичку школу Живорад Грбић на смеру дувачки инструменти - флаута, завршила је у Ваљеву.У току школовања усавршавала се на летњим и зимским школама флауте у Србији,Црној Гори и у Белгији. Основне студије на Факултету музичке уметности у Београду завршила је 2004. године на дувачком одсеку и стекла звање музички извођач – флаутиста. Од 2004. ради као наставник флауте у школи Марко Тајчевић у Лазаревцу.
Специјалистичке студије завршила је 2012. године на Факултету музичке уметности у Београду на Катедри за музичку педагогију. Специјалистички рад Евалуација применљивости Александер технике као методе унапређења музичког извођења : теоријски и емпиријски приступ, одбрањен је на Факултету музичке уметности у Београду на Катедри за музичку педагогију. Приређен специјалистички рад, научна монографија под називом Александер техника и примарни инструмент, публикована је у издавачкој кући Задужбина Андрејевић, у библиотеци Специјалис. Докторске студије уписала је 2012. на Факултету музичке уметности у Београду. Докторске студије уписала је 2012. на Факултету музичке уметности у Београду. 

## Наставник Александер технике
У периоду од 2006.2009 године школовала се за наставника Александер технике у Будимпешти код професорке Ане Мађари Бек (Anna Magyari Beck)и стекла звање наставника Александер технике. У периоду од 2009-2014. Наталија је као аутор реализовала семинаре Александер технике за стручно усавшавање наставника у музичким школама који су били одобрени и сертификовани од стране Завода за унапређење образовања и васпитања Републике Србије.Била је кореализатор у два пројекта са колегама Бобаном Стојановим и Драганом Нешић..Као предавач и наставник Александер технике сарађивала је са Удружењем музичких и балетских педагога Федерације Босне и Херцеговине, Удружењем флаутиста Бањалука, Body Mapping Summer course асоцијацијом у Мађарској, Академијом уметности у Новом Саду Као наставник Александер технике усавшавала се у Израелу и Лондону код еминентних наставника Iren Nemth, Richard Brennan, Yehuda Kuperman, Rivka Kohen, Selma Gokcen, Judith Kleinman, Avi Granit, Yael Tam.Чланци су јој публиковани у : Здравији живот, Сенса, Биље и здравље, Данас, Политика. Председник је удружења Body Mind Retreat који се бави промоцијом холистичког приступа здравим навикама живљења. Семинаре за музичаре, грађанство и труднице реализује у сарадњи са Коларчевим народним универзитетом у Задужбини Илије Коларца.

## Дела
- Александер техника и примарни инструмент[1][4]
- Самоефикасност и музичко постигнуће[5]
- Експресивност у музичком извођењу: педагошки аспект[6]
- Александрова техника и унутрашњи покрет – парадокс статичности[7]
- Место емоционалне изражајности у вокално-инструменталној настави[7]